# Spilosoma kuangtungensis
Spilosoma kuangtungensis är en fjärilsart som beskrevs av Daniel 1955. Spilosoma kuangtungensis ingår i släktet Spilosoma och familjen björnspinnare. Inga underarter finns listade i Catalogue of Life.